# Autant en emporte le vent (comédie musicale)
Pour les articles homonymes, voir Autant en emporte le vent (homonymie).
Autant en emporte le vent est une comédie musicale française produite par Dove Attia et Albert Cohen en 2003, adaptée du roman Autant en emporte le vent de Margaret Mitchell par Gérard Presgurvic.

## Histoire
Ketty, la descendante de Scarlett O’Hara, se souvient de la terre de ses ancêtres. Elle en raconte l’histoire.
Scarlett O'Hara a grandi à Tara dans un milieu aisé et aimant. Mama, la domestique des O'Hara, porte sur sa jeune maîtresse un regard à la fois critique et aimant : la demoiselle est aussi capricieuse que déterminée, futile et virulente, loin de l'attitude prisée pour les Southern belles.
Scarlett s'est jurée de séduire le seul homme qu'elle ne peut avoir : Ashley Wilkes, déjà promis à la douce Melanie Hamilton. Lors d'une fête, Scarlett fait la connaissance du Capitaine Rhett Butler, un homme plus âgé, séduisant et cynique, désapprouvé par la bonne société du Sud. Dès leur rencontre, Scarlett et Rhett nouent une attirance mêlée de répulsion.
Mais, loin de ce monde fastueux, les premiers cris de révolte grondent. Le Nord et le Sud se déchirent sur la question de l’esclavage et la traite négrière : la guerre de Sécession est déclarée.
Ashley épouse Mélanie et Scarlett consent à une union sans amour avec le frère de cette dernière.
Les esclaves prient pour être libérés de leurs fardeaux et leurs chaînes ; les grandes familles sudistes voient leurs privilèges et leur mode de vie balayés par le conflit. La fin d'une époque signe le début d'une nouvelle ère pour tous les personnages.
Désormais veuve, vite privée de ses parents, l'héritière O'Hara n’a qu’une idée en tête : sauver Tara, la propriété si chère à sa famille. A la demande d'Ashley, elle s'engage également à protéger Mélanie, enceinte et fragile. Dans ce tumulte incertain, Scarlett retrouve Rhett.
Le feu, la passion, les désillusions ébranlent les protagonistes. Ces derniers s'affrontent et se racontent, cherchent une issue à leur vie, torturés par leurs désirs, leurs amours et les nécessités. Les femmes et les esclaves cherchent à se défaire des carcans. La guerre leur apporte des réponses au nom de la Liberté et l'Humanité.

## Production française originale (2003)

### Fiche technique
- Production : Dove Attia et Albert Cohen
- Adaptation : Evelyne et Gérard Presgurvic, en collaboration avec Kamel Ouali et François Chouquet
- Musique et paroles : Gérard Presgurvic
- Arrangements musicaux : Gérard Presgurvic, Sandro Abaldonato, Viviane Willaume
- Direction vocale : Richard Cross assisté de Nathalie Dupuy
- Mise en scène et chorégraphie : Kamel Ouali
- Décors : François Abelanet
- Costumes : Guévork et Vartan Tarloyan
- Conception sonore : Jean-Philippe Bonichon et Laurent Dumont
- Conception lumières : Régis Vigneron
- Conception maquillage : Jocelyne Lemery, Kanebo
- Conception coiffures : Laurent Falcon
- Direction artistique : Evelyne Presgurvic
- Photographe : Patrick Carpentier
- Durée : 117 minutes

### Distribution

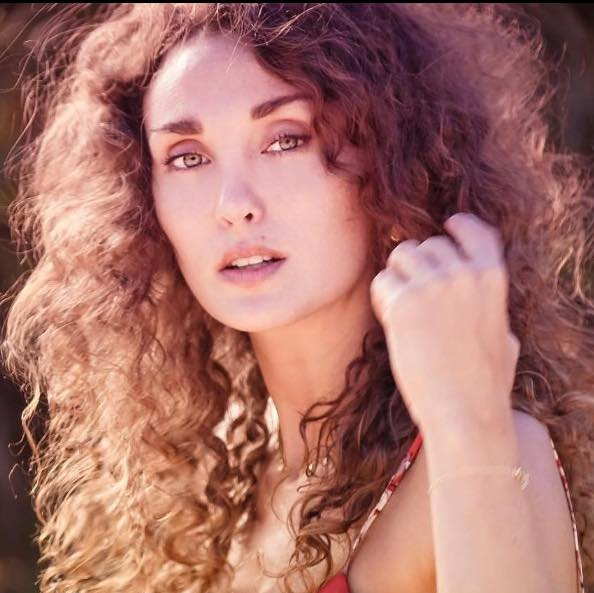
Laura Presgurvic incarne Scarlett O'Hara.

#### Casting principal
- Laura Presgurvic : Scarlett O'Hara
- Vincent Niclo : Rhett Butler
- Sandra Léane : Mélanie Hamilton
- Cyril Niccolai : Ashley Wilkes
- Dominique Magloire : Mama
- Joël O'Cangha : Le chef des esclaves
- Sophie Delmas : Belle Watling
- Arie Itah : Gérald O'Hara

#### Doublures
- Virginie Duez : Scarlett O'Hara
- Jerome Rouzier : Rhett Buttler et Ashley Wilkes
- Marie Angèle Yoldi : Mama
- Didier Ayat : Gerald O'Hara
- Claire Cappelletti : Mélanie Hamilton
- Lydia Dejugnac : Belle Watling
- Marc Beaujour: Le Chef des Esclaves
- Cathy Ematchoua : Prissy
- Béatrice Buffin : La mère de Scarlett
- Alexandra Lemoine : Suellen O'Hara
- Jessica Sakalof : Careen O'Hara
- Jérôme Couchart : Charles Hamilton

### Voix Off
- Isabelle Ferron : voix de Ketty Scarlett
- Frederic Charter : voix d'un Yankee
- Tom Ross : voix d'un Sudiste
- Gérard Presgurvic : le narrateur

### Danseurs
| - Georgette Kala Lobé : Prissy - Marjorie Hannoteau : La mère de Scarlett - Delphine Attal : Suellen O'Hara, première sœur de Scarlett et Bonnie Blue - Hélène Buannic : Carreen O'Hara, deuxième sœur de Scarlett - France Hervé : India Wilkes (représentations parisiennes) - Marjorie Ascione : India Wilkes (en tournée) - Valentin Vossenat : Charles Hamilton, premier mari de Scarlett - David Decarme : Frank Kennedy, deuxième mari de Scarlett (représentations parisiennes) - Allal Mouradoudi : Frank Kennedy, deuxième mari de Scarlett (en tournée) - Massimiliano Belsito et Philippe Mésia : Gardiens de Prison | - Marjorie Ascione - Delphine Attal - Massimilio Belsito - Hacine Brahimi - Hélène Buannic - Béatrice Buffin - Emilie Capel - Jérôme Couchart - David Decarme - Fabien Hannot - Marjorie Hannoteaux - France Hervé - Georgette Louison Kala Lobe - Malik Lenost - Joakim Lorca - Philipe Mésia - Laurence Perez - Carl Portal - Sébastion Sfedj - Salem Sobihi - Valentin Vossenat - Carlos Da Silva - Caty Ematchoua - Khalid Ghajji - Djad Hassane - Oswald Jean - Nestor Kouame - Fabrice Labrana - Alexandra Lemoine - Alex Martin - Mélanie Moniez - Catia Mota Da Cruz - Allal Mouradoudi - Jessica Sakalof - Sonia Tajouri - Nadine Timas |

### Déroulement du spectacle
| - Le bien contre le mal : interprété par les Yankee et les sudistes - Seule : interprété par Scarlett O'Hara - Bonbon rose : interprété par Mélanie Hamilton et Ashley Wilkes - Nous ne sommes pas : interprété par Scarlett O'Hara - Lâche : interprété par Rhett Butler et Gérald O'Hara - Gâtée : interprété par Ashley Wilkes - Ma terre : interprété par Gérald O'Hara - Être noir : interprété par le Chef des Esclaves et Mama - Vous dites : interprété par Scarlett O'Hara et Rhett Butler - Elle : interprété par Rhett Butler - Si le vent m'emporte : interprété par Mélanie Hamilton - Putain : interprété par Belle Watling - Je rentre maman : interprété par Scarlett O'Hara - Je jure : interprété par Scarlett O'Hara | - J'ai tout perdu : interprété par Gérald O'Hara - Tous les hommes : interprété par le Chef des Esclaves - Scarlett : interprété par Ashley Wilkes - Ma vie coule : interprété par Scarlett O'Hara - Mentir : interprété par Rhett Butler et Mama - Marions-nous : interprétée par Belle Watling - Que savez-vous de l'amour : interprété par Scarlett O'Hara et Mélanie Hamilton - Que veulent les femmes : interprété par Rhett Butler - Mélopée : interprété par Mama - Morte : interprété par Ashley Wilkes - Je vous aimais : interprété par Rhett Butler et Scarlett O'Hara - Sourd : interprété par Mama, Rhett Butler, Scarlett O'Hara et la troupe - Libres : interprété par Scarlett O'Hara, Rhett Butler et la troupe |

### Musique

#### Album
Album
1. Intro
2. Le Bien Contre le Mal
3. Libres
4. Elle
5. Être Noir
6. Si le vent m'emporte
7. Seule
8. Ma Terre
9. Tous les Hommes
10. Scarlett
11. Putain
12. Ma vie Coule
13. Nous ne sommes pas
14. Autant en emporte le vent (thème musical)

#### Singles
- Tous les Hommes
- Libres
- Ma Vie Coule
- Nous ne sommes pas
- Être Noir

#### Clips
- Libres[2] (2003)
- Nous ne sommes pas[3] (2003)
- Être Noir (2004)
- Tous les Hommes[4] (2004)

### Pré-production et communication autour du spectacle

#### Genèse du projet
Après le succès de Roméo et Juliette, Gérard Presgurvic cherche une autre grande histoire d'amour à porter sur scène. Ce sera Autant en emporte le vent, le film favori de sa femme Evelyne et de sa fille alors âgée de quinze ans et demi,.

Presgurvic, Dove Attia et Albert Cohen choisissent « de rester très proches de l’imagerie du film et des souvenirs que chacun en a », bien conscients du statut culte du long-métrage. 

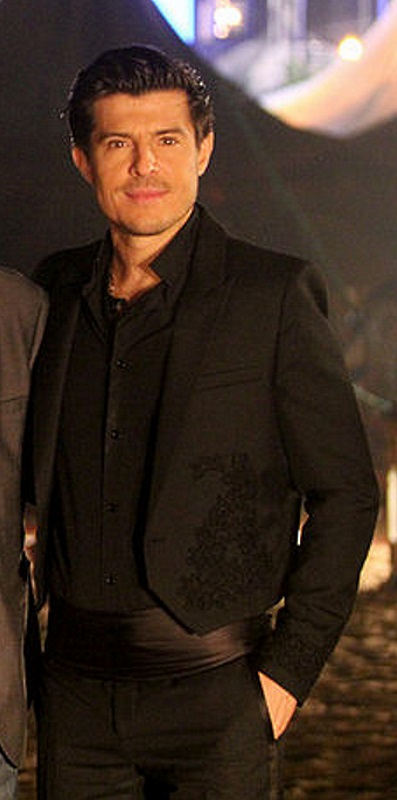
Vincent Niclo interprète Rhett Butler.

Dans un souci de coller à la trame imaginée par Margaret Mitchell, les directeurs de casting cherchent des interprètes proches de l'âge des personnages principaux. Scarlett O'Hara a seize ans au début du roman, Rhett Butler trente-trois ans et son rival, Ashley Wilkes, vingt-et-un ans. Le choix de la production se porte respectivement sur Laura Presgurvic (dix-sept ans), Vincent Niclo (vingt-sept ans) et Cyril Niccolai (vingt-deux ans).
Lorsque les castings débutent, Attia et Cohen ne veulent pas auditionner Laura Presgurvic : ils doutent « des capacités d'une fille de compositeur » et pensent que ce choix « serait mal reçu par le public ». Cette dernière décide néanmoins de s'entêter sur cette voie : elle arrête ses études à ses seize ans pour se consacrer à la musique et prend des cours de chant afin de se perfectionner. Après plusieurs mois, le tandem de producteurs consent à la recevoir. Son acharnement s'avèrera payant pour la jeune débutante qui décrochera le rôle à l'issue des castings.
Vincent Niclo, alors doublure de Damien Sargue sur Roméo et Juliette, entend rapidement parler du nouveau projet de Presgurvic. Dans un premier temps, il ne pense pas à se présenter : le personnage du Capitaine Butler est aux antipodes de son expérience et il craint de passer de Roméo à Rhett. Il confesse avoir été très inquiet à l'idée d'« être broyé par les critiques » mais décide malgré tout de tenter sa chance. Après sept auditions mêlant le chant et la comédie, puis dix mois d'attente, il obtient le rôle. Par la suite, il se plonge dans le livre de Margaret Mitchell pour s'imprégner des multiples facettes de Rhett Butler. Il se refuse en revanche à revoir intégralement le film, craignant d'être influencé par la prestation de Clark Gable. Niclo, tout comme sa partenaire, affiche toutefois une nette préférence pour l'adaptation de Victor Fleming. Il affirme que travailler sur Rhett Butler lui a appris la mesure et le recul qui lui faisaient défaut.
Révélé par Porgy and Bess et Le Roi Lion, Joël O'Cangha décroche avec succès le rôle du chef des esclaves : il trouve l'intrigue « en relation avec l'Histoire vécue par la Martinique » - le département où il a grandi. Son rôle est créé pour le spectacle et présenté comme le symbole « de l’émancipation des Noirs aux Etats-Unis » ; le personnage lui tient « particulièrement à cœur car le sujet de l’esclavage a toujours été très présent dans sa famille ».

#### Vision de l'équipe
Presgurvic voit dans Autant en emporte le vent « la magie d’une histoire, d’une époque et d’une terre que l’on appelait le Sud ». L'auteur-producteur évoque « une histoire magnifique, tellement limpide et tellement simple, une histoire au milieu de la grande Histoire […]. Avec des personnages aussi forts, on ne peut qu'être inspiré ». Il loue la force des sujets comme l'émancipation des femmes et l'émancipation des Noirs. Il trouve en Scarlett « un personnage extrêmement moderne, [né] cent ans trop tôt. Toutes les filles voudraient ressembler à Scarlett : elle veut aimer qui elle veut, être indépendante financièrement, ne dépendre ni d'un mari ni d'un père ».

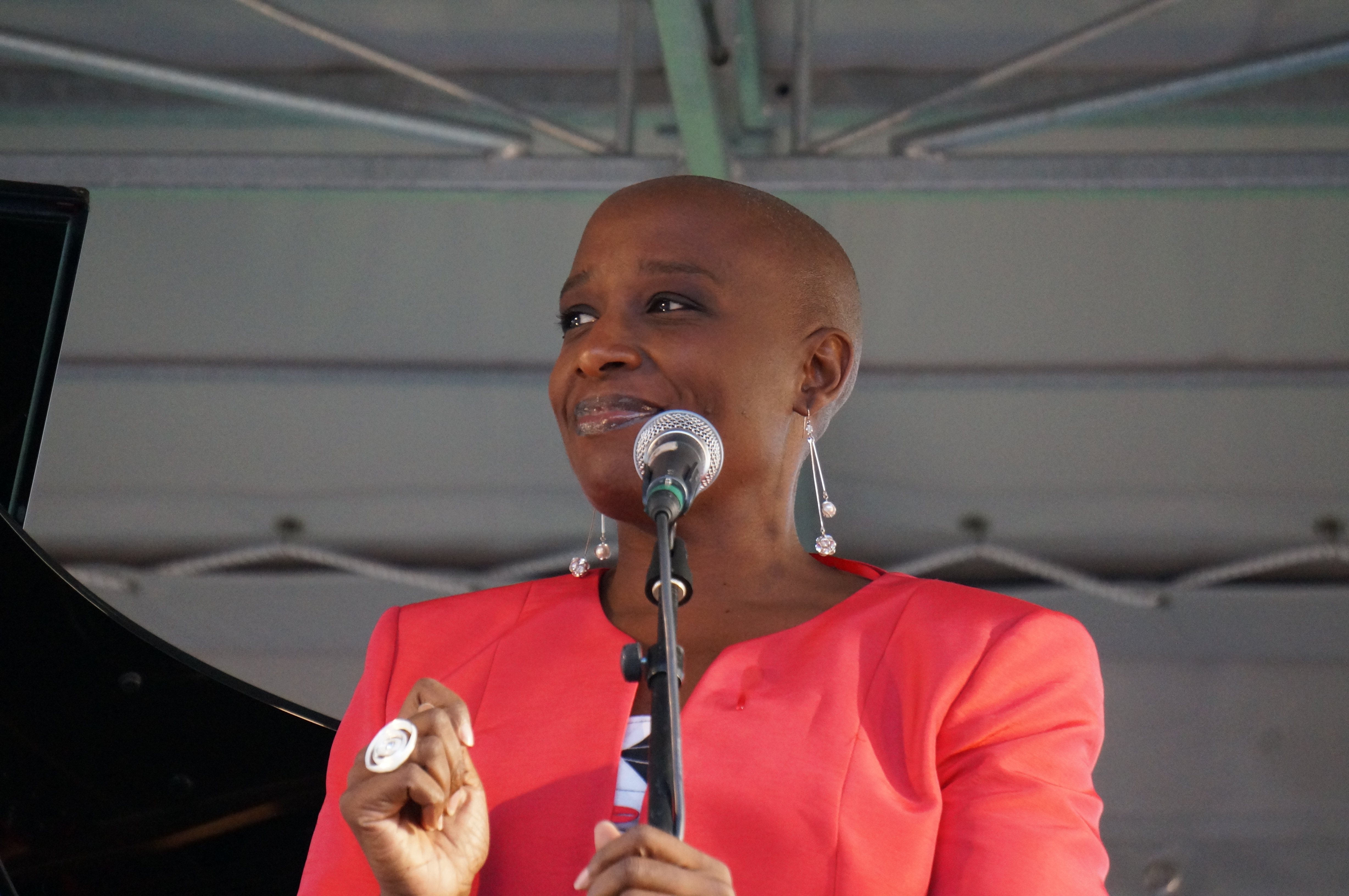
Dominique Magloire, encensée pour sa prestation en Mama.

Pour sa fille Laura, titulaire du rôle de l'héroïne, Autant en emporte le vent demeure son film culte. Elle estime que Scarlett O'Hara est très « moderne », tout comme l'histoire de la comédie musicale, notamment dans sa vision des femmes. Interviewée par Thierry Ardisson, elle affirme avoir en commun avec son personnage « une grande détermination, une grande passion de la vie ».
Selon Dominique Magloire (Mama), « l’objet de la comédie musicale [est] d’abord une histoire d’amour » : il est donc impossible de « consacrer plus de deux petits moments à l’esclavage ».

#### Polémique
Dès son annonce, le projet d'une comédie musicale basée sur Autant en emporte le vent indigne.
La polémique enfle alors que le spectacle n'a pas encore été présenté, ni l'album dévoilé dans son intégralité. Les éléments jugés racistes du roman de Mitchell et de son adaptation cinématographique sont au cœur du sujet.
L'Express rapporte ainsi que les ayants droit de la traite des noirs ont manifesté leur vif mécontentement à Gérard Presgurvic et son équipe, ces derniers étant accusés d'une « vision simpliste, légère et caricaturale de l'esclavage qui banalise un crime contre l'humanité admis comme tel par la loi Taubira de mai 2001 ». Le collectif remet en cause la légitimité de son auteur, rappelant que « Presgurvic n'est pas noir ». Le journaliste souligne que le collectif en question est « introuvable sur Internet, inconnu au MRAP, à la Ligue des droits de l'homme, à l'association des descendants d'esclaves noirs, sur le site africa-onweb.com, aux Anneaux de la mémoire à Nantes, non référencé parmi les partenaires de l'Unesco pour la journée internationale de commémoration de la traite négrière et de son abolition ». En définitive, le collectif, finalement joint par le journaliste Philippe Perrier, « désapprouve l'interprétation que Presgurvic donne du commerce triangulaire ».
La lettre ouverte aux négrophobes signée Jean-Philippe Omotunde (membre du Collectif Citoyen de Veille Active et des associations militant pour la Mémoire des Victimes de la Traite Négrière et de l'Esclavage des Noirs) est dévoilée sur le site Congopage : « Sans nier le principe de la liberté de création, l'exploitation commerciale d'une œuvre écrite aujourd'hui jugée tant aux États-Unis qu'en Europe, comme idéalisant un type de société et de civilisation fondé sur l'oppression et la discrimination raciale, provoque un choc vif chez beaucoup d'entre nous ». La lettre s'ouvre par ailleurs entre la comparaison de l'adaptation en comédie musicale d'Autant en emporte le vent au projet de porter Mein Kampf sur la scène artistique : « Il suffit d'imaginer l'émoi que causerait la création d'une comédie musicale surfant sur le thème de la Shoah, dont les producteurs affirmeraient ouvertement s'être inspirés de l'ouvrage Mein Kampf et vous comprendrez à ne pas douter, la réaction des citoyens français originaires d'Outre-Mer (Antilles/Afrique), vis-à-vis de la nouvelle comédie musicale Autant en emporte le vent ». Le Collectif fait également part de son « inquiétude de voir un Crime contre l'Humanité sombrer dans la dérision d'une Comédie, fusse-t-elle Musicale » et affirme qu'une « comédie doit tous nous faire sourire et non pas déprécier nos droits les plus légitimes ». Il s'indigne en outre des propos tenus par Presgurvic et sa fille Laura, le premier se dédouanant de toute problématique par la présence d'un chef d'esclaves (anonyme) venu « édulcorer les faits historiques », la seconde soutenant que « Scarlett est la fille à qui toutes les filles veulent ressembler ».
Olivier Birna, le vice-président de l’association Archive, regrette le manque de réaction de l'équipe : « Pendant 4 à 5 mois, nous avons écrit par courrier électronique et postal aux producteurs Dove Attia, Gérard Presgurvic et Albert Cohen mais ils n’ont pas répondu. On aurait alors pu s’entendre avant que les choses ne s’enveniment ».
Le journaliste Saïd Aït-Hatrit (Afrik.com) rappelle qu'il faudra attendre « les actions en justice, à quelques jours de la première, et les menaces de mort contre Gérard Presgurvic » pour que la production consente à enfin entendre le collectif.
La polémique n'ira pas jusqu'au procès, les promoteurs du spectacle et le collectif finissant par trouver un terrain d'entente. Sur Afrik.com, Saïd Aït-Hatrit relate la conclusion de l'affaire. Le journaliste explique que « dès la première rencontre avec les trois producteurs et les acteurs noirs, le collectif comprend qu’il a affaire à des hommes de bonne volonté, qui ne souhaitent en rien salir la mémoire des esclaves ». Dove Attia s'excuse de sa méconnaissance de ce pan de l'histoire : « Depuis, j’ai beaucoup lu sur ce sujet et je comprends que la décision d’adapter le roman ait pu choquer la communauté noire. Le collectif a bien fait de nous interpeller ». Gérard Presgurvic continue de réfuter les accusations, affirmant que, s'il se dit tout à fait prêt à comprendre ses positions, « le collectif s’est trompé de porte ». Il assure également avoir adopté « une sorte de vision œcuménique » et s’être « posé toutes les questions relatives à la trame » du texte original dont il s'est beaucoup éloigné. Le compositeur affirme ainsi avoir « pris une très grande liberté avec le roman », quitte à sortir « du cadre juridique et [avoir] eu des problèmes avec les ayants droit, par rapport au respect de l’histoire » imaginée par Mitchell.
Presgurvic conclut en affirmant que le collectif est venu voir la pièce et a compris son point de vue. Le collectif obtient néanmoins quelques modifications majeures. Au début de chaque représentation, le texte suivant est lu : « Nous vous informons que l’histoire que vous allez voir se déroule dans un lieu qui s’appelait le Sud et qui a été le théâtre d’une tragédie. La traite négrière et esclavagiste a été reconnue par la France comme crime contre l’humanité par la loi dite Taubira en mai 2001. » La scène finale a également été modifiée et « offre désormais une place centrale à la question de la liberté ».

### Spectacle
La première du spectacle a eu lieu au Palais des Sports de Paris le 30 septembre 2003. Après plus de 3 mois de représentations (7 par semaine), le spectacle s'est déplacé en tournée en France, Belgique et Suisse.
La dernière a eu lieu dans les arènes de Nîmes le 11 juillet 2004. Autant en emporte le vent ne connaîtra aucun revival sur le sol français, les ayants droit interdisant de jouer plus de 200 fois le spectacle.
La captation du spectacle, enregistrée le 7 janvier 2004 au Palais des Sports de Paris, est réalisée par Anne Dörr. Le DVD du spectacle est sorti le 20 avril 2004.

### Réception
Malgré sa courte période d'exploitation, Autant en emporte le vent rassemble néanmoins 650 000 spectateurs, pour 39 millions d'euros de recettes.
Pour Pierre Vavasseur du Parisien, le spectacle est « l'une des comédies musicales événements de la rentrée ». Il loue « une fournaise de couleurs, de vastes décors, des chorégraphies assorties d'acrobaties, harmonieuses et réussies » ainsi que les prestations « impressionnantes » de Dominique Magloire et Joel O'Kanga.

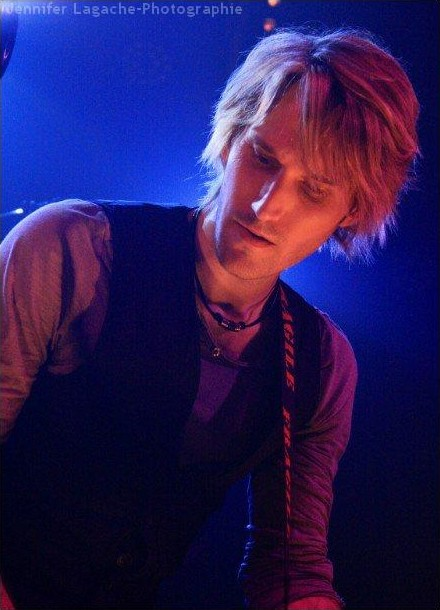
Cyril Niccolai, un Ashley « touchant ».

À l'heure où la dernière se profile, Agnès Dalbard du Parisien revient sur le spectacle en termes élogieux : la production n'a « pas lésiné sur les moyens pour ne pas ternir le mythe. D'abord avec le décor, très beau, impressionnant. Terrasses, escaliers et balustrades transformés à vue en jardin, champs de bataille, ville d'Atlanta et intérieurs de maisons sont rehaussés de projections de champs, de ciels nuageux, de voûte étoilée, de façades… Les très spectaculaires tableaux de la guerre de Sécession, d'Atlanta en flammes ou du bordel de Belle sont salués par les applaudissements de la salle ». Elle acclame « les artistes noirs, smurfers époustouflants, [qui] cassent la baraque. Ce sont eux qui donnent force et violence au réquisitoire contre l'esclavagisme que raconte le spectacle, et gomment le tumultueux couple que forment Scarlett et Rhett Butler ». Dans les prestations marquantes, la journaliste souligne celle de Dominique Magloire, laquelle confère à Mama « toute son humanité » et de Sophie Delmas « pétillante » en Belle. À son sens, le couple marquant du spectacle n'est pas tant Vincent Niclo et Laura Presgurvic que Cyril Niccolai et Sandra Léane (Ashley et Mélanie), « les plus touchants, les plus sincères, tous deux dotés de voix superbes ».
Thierry Quinson, chroniqueur pour le site spécialisé Regard en Coulisse, vante une « transition [visuelle] parfaitement réussie ». Il salue les « quelques éléments de décors amovibles », l'illusion parfaite des « belles projections sur trois immenses écrans placés en fond de scène ». De même, il affirme que « les lumières soignées et les somptueux costumes contribuent également à la ravissante esthétique du spectacle ». Le journaliste est sous le charme de « l’épatante Sophie Delmas irrésistible dans son rôle de Belle, la putain au grand cœur », de la « forte émotion véhiculée » par Joël O’Cangha et de Dominique Magloire, laquelle « incarne une Mama idéale ». Quinson est plus mitigé sur le couple principal : « Vincent Niclo n’a bien sûr pas l’envergure et la maturité d’un Clark Gable mais, s’il n’est pas toujours convaincant, il s’en sort honorablement. Quant à Laura Presgurvic, même si son jeu manque de nuance, elle incarne une Scarlett tout à fait crédible dans les scènes de comédie, en revanche sa voix au vibrato trop prononcé paraît bien fragile surtout dans les aigus ». Il déplore aussi une fin « particulièrement accélérée et escamotée » et « regrette la faiblesse, la naïveté et le côté sirupeux de certains textes qui de plus ne correspondent pas toujours au personnage ». Il conclut en qualifiant la production d' « agréable divertissement ».
De leurs côtés, L'Express Mag' évoque « un spectacle flamboyant » et Pariscope « une fresque grandiose et romanesque ».
Courant 2020, alors qu'Autant en emporte le vent et ses adaptations continuent d'engendrer les débats, les critiques se penchent à nouveau sur le spectacle musical.
Le site Madinin'art - Les Critiques Culturelles de Martinique rappelle que « l’histoire [a] été enrichie de séquences mettant en avant la condition difficile des esclaves ».
Pour Sébastien Chabaud (Aujourd'hui le Maroc), « libre aux artistes de reprendre la trame et d’insister sur l’esclavage. C’est bien ce qu’ont fait Dove Attia, Albert Cohen et Kamel Ouali dans l’adaptation du roman en comédie musicale en 2003. La chanson Être noir s’est distinguée en faisant résonner la condition d’esclave noir dans un clip ».

## Production sud-coréenne (2015)

### Pré-production
Il s'agit de la première adaptation internationale du spectacle de Gérard Presgurvic. Elle est entièrement jouée en coréen et fait ses débuts au Centre des arts de Séoul.
Dès l'annonce du projet, la présence de Joo Jin-mo au casting suscite l'intérêt de la presse. Pour l'acteur, il s'agit de sa première excursion dans une comédie musicale. De son propre aveu, « aucun acteur ne peut refuser l'opportunité de jouer le rôle de Rhett Butler ».
À ses côtés on retrouve Bada, figure emblématique de la musique sud-coréenne qui avait notamment brillé en 2007 dans le rôle d'Esmeralda (Notre-Dame de Paris). Elle incarne Scarlett en alternance avec Seohyun des Girls' Generation. La présence d'une star de K-Pop à la distribution fait aussi beaucoup réagir les médias,.
Les personnages noirs sont incarnés par des comédiens usant d'un maquillage pouvant s'apparenter au blackface.

### Fiche technique
- Production : Park Young-Seok, Seol Do-Yoon
- Musique et paroles : Gérard Presgurvic
- Mise en scène : Yoo Hee-Seong
- Chorégraphie: Seo Byung-Gu
- Décors : Seo Sook-Jin
- Costumes : Cho Moon-Soo
- Concepteur son : Kwon Do-Gyeong
- Concepteur lumières :Koo Yoon-Young
- Chef d'orchestre : Byun Hee-Seok

### Distribution
- Bada / Kim Seohyun / Kim Ji-woo : Scarlett O'Hara[29]
- Joo Jin-mo / Nam Kyoung-joo / Kim Beop-rae / Yun Hyung-ryeol / Shin Sung-woo : Rhett Butler
- Enoch / Sohn Jun-ho / Jung Sang-yoon / Michel Lee : Ashley Wilkes
- Choi Woo-ri / Bokyung Kim : Mélanie Hamilton
- Jung Young-Joo / Park Jun-Myeon : Mama
- Park Siwon / Han Donggeun : le chef des esclaves
- Kim Deokhwan / Kim Jangseop : Gérald O'Hara
- Kyung Sun-Kim / Baek Joo-Hee : Belle Watling

### Déroulement du spectacle
| - Ouverture - Le bien contre le mal : interprété par les Yankee et les sudistes - Seule : interprété par Scarlett O'Hara - Bonbon rose : interprété par Mélanie Hamilton et Ashley Wilkes - Nous ne sommes pas : interprété par Scarlett O'Hara - Lâche : interprété par Rhett Butler et Gérald O'Hara - Gâtée : interprété par Ashley Wilkes - Ma terre : interprété par Gérald O'Hara - Être noir : interprété par le Chef des Esclaves et Mama - Vous dites : interprété par Scarlett O'Hara et Rhett Butler - Elle : interprété par Rhett Butler et Scarlett O'Hara - Libres : interprété par Rhett Butler - Si le vent m'emporte : interprété par Mélanie Hamilton - Putain : interprété par Belle Watling - Je rentre maman : interprété par Scarlett O'Hara - Je jure : interprété par Scarlett O'Hara | - J'ai tout perdu : interprété par Gérald O'Hara - Tous les hommes : interprété par le Chef des Esclaves - Scarlett : interprété par Ashley Wilkes - Ma vie coule : interprété par Scarlett O'Hara - Mentir : interprété par Rhett Butler et Mama - Marions-nous : interprétée par Belle Watling - Que savez-vous de l'amour : interprété par Scarlett O'Hara et Mélanie Hamilton - Que veulent les femmes : interprété par Rhett Butler - Mélopée : interprété par Mama - Morte : interprété par Ashley Wilkes - Je vous aimais : interprété par Rhett Butler et Scarlett O'Hara - Sourd : interprété par Mama, Rhett Butler, Scarlett O'Hara et la troupe - Final - Libres (rappel) : interprété par Scarlett O'Hara, Rhett Butler et la troupe |

## Production hongroise (2016)

### Pré-production
Courant 2015, l'équipe du Budapesti Operettszínház, forte de son adaptation de Roméo et Juliette, décide d'adapter un autre spectacle de Presgurvic.
L'argument est plus proche de la trame du roman et du film, les esclaves occupant une place nettement plus secondaire. Le seul personnage noir majeur est interprété par la soprano Veronika Nádasi, cette dernière usant d'un maquillage pouvant s'apparenter au blackface pour incarner Mama.
En collaboration avec le festival en plein air de Szeged, Elfújta a szél - Musical est créé en 2016. Le spectacle se jouera alternativement à Szeged et Budapest. La production sera par la suite montée à Sopron. Depuis sa création, la comédie musicale est programmée par intermittence au Budapesti Operettszínház.

### Équipe technique
- Musique : Gérard Presgurvic, Tamás Gresicki, Krisztián Balassa[30]
- Direction artistique : Kero
- Production : Gábor Kerényi Miklós
- Adaptation des paroles : Gábor Kerényi Miklós
- Directeur musical, chef d'orchestre : Tamás Bolba
- Chef d'orchestre : Zoltán Bókai
- Collaborateur musical principal : Ákos Podráczky
- Décors : György Bátonyi
- Costumes : Rita Vélich
- Directrice de faculté : Mónika Szabó
- Coach théâtral : Tamás Bori
- Lumières : Péter Somfai
- Chorégraphie : Eva Duda
- Metteur en scène : Szilárd Somogyi

### Distribution
- Gubik Petra / Vágó Zsuzsi : Scarlett O'Hara[30],[33]
- Szabó P. Szilveszter / Szerényi László : Rhett Butler
- Nádasi Veronika : Mama
- Bíró Eszter / Simon Panna : Mélanie Hamilton
- Barkóczi Sándor / Cseh Dávid Péter / Veréb Tamás : Ashley Wilkes
- Janza Kata / Szulák Andrea : Belle Watling
- Szomor György / Pálfalvy Attila : Gerald O'Hara
- Füredi Nikolett / Prescsák Zita : Suellen O'Hara
- Ullmann Zsuzsa : Ellen O'Hara
- Serbán Attila / Kocsis Dénes : Tony Fontaine
- Gömöri András Máté : Peter Fontaine
- Kerényi Miklós Máté / Gömöri András Máté / Serbán Attila : Brent Tarleton
- Angler Balázs / Brasch Bence : Frank Kennedy
- Lehoczky Zsuzsa / Csengeri Ottília / Felföldi Anikó : Tante « Pittypat » Hamilton
- Miklós Attila : Jonas Wilkerson
- Pálfalvy Attila / Csuha Lajos : Dr. Meade
- Asiama Evelyn / Varga Csenge Boglárka : Prissy
- Petridisz Hrisztosz : Jonas Wilkes
- Ekanem Bálint : Pork
- Pirgel Dávid : Charles Hamilton
- Szerényi László : le créancier

### Chansons du spectacle par ordre alphabétique
- Ashley és Melanie[34]
- Bonnie halála
- Elfújta a szél Medley
- Ez a csönd úgy fáj
- Hol vagy most uram? (repríz)
- Kéjnő
- Kéjnő (repríz)
- Melanie szólója
- Miért nincs kiút
- Neked az élet csak játék
- Nem hagyom az otthonom
- Nézz le ránk, Uram!
- Száll úgy, ahogy a szél Note
- Szállj úgy
- Színlelni jó
- Tara

Note : La chanson Avoir vingt ans, tirée de Roméo et Juliette, les Enfants de Vérone, est intégrée au spectacle sous le titre de Szállj úgy, ahogy a szél (Vole comme le vent). Elle est interprétée par les protagonistes Tony Fontaine, Frank Kennedy et Brent Tarleton. Contrairement à la version française, le trio tient en effet un rôle plus important.

## Production chinoise (2018)

### Pré-production
Courant 2018, le fort succès de Roméo et Juliette lors des Asia Tour pousse la production à importer Autant en emporte le vent sur les scènes chinoises.
Le spectacle profite d'un budget confortable, notamment pour la garde-robe des chanteurs et des danseurs : elle comptabilise plus de 500 costumes, dont neuf robes différentes pour Scarlett, destinées à marquer l'évolution psychologique de l'héroïne.
Les décors, signés par l'artiste Feng Lei, se veulent la « fusion de l'esthétique à main levée orientale » et de « la peinture à l'huile occidentale ».
Le spectacle est joué intégralement en anglais sous le titre de Gone with the Wind - CHINA TOUR. D'octobre 2018 à janvier 2019, la tournée passe à Shanghai, Pékin, Xi'An et Harbin.

### Casting
Le rôle titre est dévolu à Rachel Gold, révélée par son interprétation de Christine Daaé sur The Phantom of the Opera. Cette dernière a été sélectionnée parmi plus de 20 000 candidatures envoyées depuis Broadway, le West End et les agences parisiennes.
Très populaire pour son rôle de Benvolio sur les Asia Tour de Roméo et Juliette, Cyril Niccolai, l'interprète original d'Ashley Wilkes, reprend son rôle. Joël O'Cangha et Dominique Magloire reprennent également leurs personnages respectifs du chef des esclaves (ici prénommé Big Sam) et de Mama.

### Fiche technique
- Production : Joyway Holding Company[37]
- Musique et paroles : Gerard Presgurvic
- Mise en scène : Frantz Morel A L’Huissier
- Chorégraphie: Sergio Diaz
- Décors : Feng Lei
- Costumes : Marie-Sara Dumas
- Durée : 160 minutes

### Distribution
- Rachel Gold / Anna Mayo : Scarlett O'Hara[38]
- Eric Briarley / Daniel Wisniewski / Gian Marco Schiaretti : Rhett Butler
- Amy Vachal : Mélanie Hamilton
- Cyril Niccolai : Ashley Wilkes
- Joël O'Cangha : Big Sam, le chef des esclaves
- Dominique Magloire : Mama
- Greg Whipple : Gérald O'Hara
- Katy Jane Harvey : Belle Watling